# Senatus consultum de nundinis saltus Beguensis
Das Senatus consultum de nundinis saltus Beguensis war ein 138 n. Chr. ergangener Beschluss des römischen Senats. Er ist inschriftlich erhalten (CIL 8, 270) auf einem Stein, der am 30. April 1860 in Henchir el-Begar südöstlich der tunesischen Stadt Thala entdeckt wurde.
Der Konsult war an einen Lucilius Africanus gerichtet, der darin als Vir clarissimus bezeichnet wird, also dem Senatorenstand angehörte. Der Senatsbeschluss erteilte Africanus diesem die Genehmigung zur Einrichtung von Markttagen im Bezirk Beguensis, der zum Stammesgebiet der Musulamier gehörte und nahe der Stadt Casae lag. Dieses Areal lag in der römischen Provinz Africa, genauer der Byzacena. Die Markttage sollten zweimal monatlich stattfinden können und „es solle den Nachbarn und Besuchern erlaubt sein, ohne Unrecht und Schaden für jemanden dort zusammenzukommen und sich zu versammeln, freilich nur, um Markt abzuhalten“.
Der Antrag, diese Bestimmungen zu verabschieden, wurde dem Beschlusstext zufolge jedoch nicht durch Lucilius Africanus selbst im Senat eingebracht, sondern durch dessen „Freunde“ (amici). Dies könnte daran liegen, dass Africanus im Jahr 138 n. Chr. eventuell noch zu jung war, um selbst Senatsmitglied zu sein. Die Senatsabstimmung fand dem Text nach in der Curia Iulia statt, und zwar per discessio, eine Art Hammelsprung. Die Zahl der anwesenden Senatoren ist eventuell nicht vollständig erhalten; sie betrug den erhaltenen Zahlzeichen nach mindestens 250.
Rom war an einer organisatorischen Optimierung des Warenumschlags mit der Region Africa gelegen, denn sie war eine der wichtigsten für das Reich. Als Kornkammer stand Africa zur Zeit des Konsults in höchster Blüte. Aber auch die lokalen Eliten in Africa hatten ein Interesse, an der lukrativen Ausrichtung von Märkten beteiligt zu sein und in den florierenden Handel der Region involviert zu sein. Vor diesem Hintergrund ist möglicherweise der Antrag zu sehen, den Lucilius Africanus, der ja offensichtlich im oder um den saltus Beguensis beheimatet war, durch seine Freunde im Senat vorbringen ließ. Es wurde in der Forschung sogar angenommen, dass Africanus zum Stamm der Musulamier gehörte, auf dessen Territorium der saltus Beguensis lag.